# ژواکینو
ژواکینو (انگلیسی: Zhvakino) یک شهرک در شهرستان مچتلینسکی استان باشقیرستان کشور روسیه است.